# Kommenahalli, Krishnarajpet
Kommenahalli là một làng thuộc tehsil Krishnarajpet, huyện Mandya, bang Karnataka, Ấn Độ.